# Lepidasthenia ohshimai
Lepidasthenia ohshimai är en ringmaskart som beskrevs av Toru Okuda 1936. Lepidasthenia ohshimai ingår i släktet Lepidasthenia och familjen Polynoidae. Inga underarter finns listade i Catalogue of Life.